# Al-Najaf Football Club
Maillots
Actualités
Le Al Najaf Football Club (en arabe : نادي النجف لكرة القدم), plus couramment abrégé en Al Najaf, est un club irakien de football fondé en 1961 et basé dans la ville de Nadjaf.
Le club participe au Championnat d'Irak de football. Il prend part à la Coupe de l'AFC 2010 et dispute la Ligue des champions de l'AFC 2007.

## Joueurs célèbres
- Ali Hashim
- Ahmad Jassim
- Karrar Jassim
- Haidar Najem
- Noor Sabri
- Salih Sadir
- Samal Saeed
- Samer Saeed
- Adib Barakat
- Aatef Jenyat